# Boorvloeistof
| Boren naar olie           |
| ------------------------- |
| Boring                    |
| Onderdelen van een boring |
| Boorgat (bruin)           |
| Boorstang (paars)         |
| Boorkop (grijs)           |
| Boorvloeistof (blauw)     |
| Boorgruis (rood)          |
| Verbuizing (groen)        |

Boorvloeistof of boorspoeling wordt in het boorgat gebruikt bij boringen naar olie of gas om:
- De boorkop te koelen
- Boorgruis naar de oppervlakte te brengen
- Tegendruk te geven op het doorboorde gesteente zodat olie of gas niet voortijdig vrijkomen.

## Samenstelling
Boorvloeistof (Engels: mud) kan bestaan uit verschillende vloeistoffen, elk bedoeld om een bepaald vloeistofgewicht (Engels: mud weight) en viscositeit te krijgen. Boorvloeistof die gebruikt wordt in het meest ondiepe gedeelte van het boorgat (Engels: spud mud), bestaat gewoonlijk uit water of zeewater waaraan bentoniet (montmorilloniet) is toegevoegd. Dieper in het boorgat zijn hogere soortelijke gewichten van de vloeistof nodig, omdat de formatie-druk daar doorgaans hoger is. Om genoeg spoelingsdruk (hydrostatiek) te behouden wordt er bariumsulfaat toegevoegd dat een soortelijk gewicht heeft van 4,2 kilo per liter. Om downhole mud losses te voorkomen, moet echter ook niet een te hoog vloeistofgewicht gebruikt worden. Onder downhole mud losses wordt verstaan het verliezen van boorspoeling in de formatie. Om dit verlies te stoppen kunnen een aantal dingen gedaan worden: verlagen van het soortelijk gewicht of het toevoegen van chemicaliën die de openingen van de formatie waardoor de spoeling wegsijpelt dichten. De meest gebruikte producten hiervoor zijn calciumcarbonaat en vlokken grafiet. Ook kunnen walnootdoppen en zaagsel worden toegevoegd maar de producten range is groot.
Er wordt meestal gebruikgemaakt van twee typen boorvloeistof; oil based mud (OBM) en water based mud (WBM). OBM heeft als hoofdbestandsdeel dieselolie, waar de aromaten uit verwijderd zijn omdat deze schadelijk zijn voor het milieu. Andere bestandsdelen van OBM zijn water en chemicaliën. Het grote voordeel van OBM is dat het mogelijk is om er zeer reactive klei mee te boren. Reactive klei heeft de eigenschap dat het water opneemt en een heel dikke massa wordt dat onder andere het boorgat kan laten instorten en de boorpijp vast kan komen te zitten. Een nadeel van OBM zijn de hogere kosten voor de mud en het boorgruis: omdat dat verontreinigd is met olie moet het allemaal verwerkt worden en mag er niets in het milieu terechtkomen.
Het in conditie houden van de spoeling wordt gedaan door een ingenieur (Engels: mud engineer).
Er zijn verschillende bedrijven die boorvloeistoffen produceren, de twee grootste zijn Baroid dat onderdeel is van Halliburton en M-i Swaco, dan zijn er nog kleinere zoals Baker Hughes.

## Schachtbouw
Bij de schachtbouwmethode Honigmann-de Vooys wordt tijdens het afdiepen van een mijnschacht in ongeconsolideerde ondergrond boorspoeling gebruikt om instorten van de schacht tijdens het afdiepen tegen te gaan. De methode werd uitgevonden door Friedrich Honigmann en verbeterd door Gerard Jan de Vooys, de methode werd met succes toegepast bij de aanleg van de mijnschachten van de Staatsmijn Beatrix.